# 웃음은 행복을 싣고
《웃음은 행복을 싣고》는 대한민국의 KBS에서 1994년 10월 15일부터 1995년 9월 2일까지 방송된 예능 프로그램인데 건강사정 때문에 한동안 모든 활동을 중단했던 서세원이 해당 프로그램을 통해 브라운관에 돌아왔다.
한편, KBS 코미디언들이 해당 프로그램 등 코미디프로그램을 포함한 TV와 라디오의 모든 프로그램 출연거부를 선언해 한동안 방영이 중단됐으며 지나친 말장난과 낯 뜨거운 장면 등으로 비난을 샀다.
아울러, 첫 회(1994년 10월 15일)부터 토요일 오후 6시에 편성됐으나 출연진 중의 한 명인 심형래가 해당 프로그램 종영 후 1시간 뒤 시작된 프로그램이자 1993년 10월 23일 첫 회가 나간 SBS 《웃으며 삽시다》의 한 코너로 1994년 11월 26일 시작된 '슈퍼파워 김치맨' 코너에 출연하여 겹치기 출연이란 비난을 샀는데 심형래는 1991년 SBS 개국 당시 1년간의 전속계약을 하며 이적한 10여 명의 스타급 코미디언에 속했으나 본인이 출연한 영화 《영구와 황금박쥐》의 흥행 실패 등에 따른 충격 탓인지 1992년 2월 KBS로 돌아왔으며 《웃으며 삽시다》'슈퍼파워 김치맨'으로 SBS 복귀를 했는데 이 코너가 1995년 3월 11일 막을 내린 뒤 영화 《파워킹》제작 때문에 해당 프로그램 등 모든 방송활동을 중단했다.
이후, 1995년 2월 22일부터 4월 26일까지 수요일 오후 8시 30분에 편성됐다가 1995년 5월 6일부터 처음 시간대(토요일 오후 6시)로 되돌아왔는데 대부분의 주말 TV 쇼-코미디 프로그램들이 그랬던 것처럼 지나친 말장난과 낯 뜨거운 장면 등으로 비난을 사 같은 해 9월 2일 막을 내렸다.

## 기획 의도
주말 저녁 온 가족이 함께 시청할 수 있는 밝고 건강한 공개 코미디 형식을 구성하는 버라이어티 프로그램이다.

## 역대 진행자
- 임하룡
- 조혜련
- 이리노
- 서세원
- 엄지선 ETC

## 제작진
- 구성 : 장덕균, 이상덕, 손종훈
- 연출 : 박중민, 김석윤, 이승면

## 방송 시간
- 1994년 10월 15일 ~ 1995년 2월 18일 : 토 오후 6시
- 1995년 2월 22일 ~ 1995년 4월 26일 : 수 오후 8시 30분
- 1995년 5월 6일 ~ 1995년 9월 2일 : 토 오후 6시

## 결방
- 1994년 12월 24일 - 6시부터 성탄특집 <쇼!웃음실은 크리스마스> 1~2부 편성[7]
- 1994년 12월 31일 - 6시부터 <KBS 코미디대상> 1~2부 편성[8]
- 1995년 7월 1일 - 특별생방송 <하나가 된 사람들> 편성[9]
- 1995년 7월 29일 - 납량특집 미스테리 코미디 <검정 만년필> 편성
- 1995년 8월 12일 - 광복 50주년 특집 <코미디 천국 50> 편성[10]
- 1995년 8월 19일 - 4시 50분부터 올림픽 축구 2차예선 <한국 VS 홍콩> 중계 편성[11]

## 같이 보기
- 코미디